# XFT (bibliothèque logicielle)
Pour les articles homonymes, voir XFT.
XFT (la bibliothèque d'interface avec X FreeType) est une bibliothèque libre pour exploiter les polices lissées sur le serveur X.
Elle permet d'utiliser le rendu bitmap FreeType avec l'extension XRender pour l'anticrénelage, elle dépend également de Fontconfig pour assurer l'accès et le choix des polices système. Incluse dans toutes les distributions Linux récentes, beaucoup de bibliothèques et logiciels majeurs en font maintenant usage : Firefox, Qt, GTK, GNU Emacs...